# Jef Benech
Pour les articles homonymes, voir Benech.
Jef Benech est un musicien, illustrateur et éditeur français.

## Biographie
Musicien au sein du Non Finito Orchestra, il crée avec Miss Ming les éditions/maisons de production Mécanique populaire. Il y publie certains de ses disques, réalise et illustre Miss Ming et sa chandelle magique en 2008.
La même année, il participe à la B.O. d'Avida, le deuxième film de Gustave Kervern et Benoît Delépine.

## Musicographie

### Discographie
- 1999 : Mini Festival, Non Finito Orchstra.
- 2002 : La Semence Pastorale, Mécanique Populaire.
- 2004 : Ignobles Vermines, avec Ptose, Non Finito Orchstra.
- 2005 : Next to nothing, avec Tuxedomoon, Non Finito Orchestra.
- 2006 : Aux limites du son (1 titre Non Finito Orchestra + 1 titre & 13 illustrations de Jef Benech).
- 2008 : Miss Ming & sa chandelle magique “Credo Quia Absurdum”, illustration et musique sur le livre-CD de Miss Ming, Mécanique Populaire.

### Bandes originales
- 2006 : Avida, de Gustave Kervern et Benoît Delépine (participation).
- 2006 : Toto caca, qu'est ce que l'homéopathie ?, Groland.
- 2010 : Une âme d'enfant, de winifrey Bandera Guzman.